# کریستینا، راهبه اهریمنی
کریستینا، راهبه اهریمنی (ایتالیایی: Cristiana monaca indemoniata) یک فیلم اروتیک به کارگردانی سرجو برگونتسلی است که در سال ۱۹۷۲ منتشر شد. از بازیگران فیلم می‌توان به ماگدا کونوپکا، واسیلی کاریس، ایفا چمریس، کارلا مانچینی و مارکو گولیلمی اشاره کرد. نسخه سانسور نشدهٔ این فیلم دارای صحنه‌های هاردکور است.